# Badou Ndiaye
Ne doit pas être confondu avec Pape-Alioune Ndiaye.
Papa Alioune N'Diaye, dit Badou Ndiaye, né le 27 octobre 1990 à Dakar, est un footballeur international sénégalais évoluant au poste de milieu de terrain pour le club de Gaziantep FK.

## Biographie

### En club

#### Formation au Sénégal
Badou est formé à  Diambars FC.

#### En Norvège
Il commence sa carrière européenne avec le FK Bodø/Glimt en Norvège où il marque neuf buts en première division norvégienne en 2014. Il ne cesse d'impressionner avec ses bonnes performances et son beau football, ce qui va le fair signer en Turquie à Osmanlıspor pour un montant de 350 000€ en 2015.

#### Osmanlispor
Avec l'équipe d'Osmanlıspor, il inscrit 11 buts en première division turque lors de la saison 2015-16. Il participe ensuite à la Ligue Europa lors de la saison 2016-17. Dans cette compétition, il inscrit un but contre le Steaua Bucarest en novembre 2016. Il ne cesse d'impressionner lors de la saison 2016-17 avec son jeu polyvalent sur le milieu de terrain. Dans le viseur de plusieurs clubs européen, il signe finalement à Galatasaray pour 7,5 millions d'euros.

#### Galatasaray
À Istanbul, il marque aussi les esprits avec 1 but et 3 passes décisives lors de la première moitié de saison. Mais en janvier 2018, il signe avec Stoke City qui a déboursé plus de 16 millions d'euros pour rafler le joueur sénégalais.

#### Passage délicat à Stoke City
À Stoke City, il continue d'enchaîner les bonnes œuvres avec 2 buts et 1 passe décisive en 13 matches de Premier League. Il ne peut empêcher la relégation du club en Championship à la fin de la saison. Mais Galatasaray montre son intérêt pour un prêt pour la saison suivante. Il repart à Galatasaray sous forme de prêt  pour l'intégralité de la saison 2018-19.

#### Prêt à Galatasaray
Lors de cette saison, il devient un joueur important de son club. Ses 3 buts et ses 4 passes décisives (6 passes décisives toutes compétitions confondues sur l'ensemble de la saison) en 23 matches de Süperlig convainquent les dirigeants turques d'entamer des discussions avec Stoke City pour un transfert sec. Dans une interview, il affirme vouloir de nouveau tenter le challenge de la Ligue des champions avec Galatasaray. Ndiaye revient finalement en Angleterre.

#### Prêt à Trabzonspor
Ndiaye est prêté à Trabzonspor le 4 janvier 2020 pour le reste de la saison, avec option d'achat.

#### Après
Le 28 septembre 2020, il rejoint Fatih Karagumruk SK.

### En équipe nationale
Il reçoit sa première sélection en équipe du Sénégal le 5 septembre 2015, contre la Namibie. Ce match gagné sur le score de 0-2 rentre dans le cadre des éliminatoires de la Coupe d'Afrique des nations 2017.Il devient très vite un pilier du milieu de terrain sénégalais et est même retenu pour la CAN 2017 au Gabon. Il prend part à 3 rencontres où il entre en jeu au fil du match. Il participe aussi au Mondial de 2018 avec le Sénégal qui est éliminé en phases de groupes. Il ne joue qu'un seul match lors de cette compétition. Il participe aussi à la qualification du Sénégal en phase
de poules de la CAN 2019. Il prend part à tous les matches de la CAN 2019 du Sénégal qui sera battu en finale contre l'Algérie.

## Style de jeu
Joueur technique avec un style de jeu projeté vers l'avant, Ndiaye a l'habitude de nettoyer la défense pour servir a d’éventuelles contre-attaques. Une bonne passe de balle et une bonne frappe lui permettent de s'imposer dans l’entrejeu que ce soit en club ou avec sa sélection. Sa vitesse avec le ballon et sa technique font de lui un atout majeur pour ses entraîneurs.

## Palmarès
- Champion de Norvège de D2 en 2013 avec le FK Bodø/Glimt
- Vainqueur du Championnat de Turquie en 2019 avec Galatasaray
- Vainqueur de la Coupe de Turquie  en 2019 avec Galatasaray
- Finaliste de la CAN 2019 avec le Sénégal

## Statistiques
Le tableau ci-dessous récapitule les statistiques de Badou Ndiaye lors de sa carrière professionnelle en club :
| Saison                | Club                  | Championnat           | Championnat | Championnat | Coupe(s) nationale(s) | Coupe(s) nationale(s) | Compétition(s) continentale(s) | Compétition(s) continentale(s) | Compétition(s) continentale(s) | Autres compétitions | Autres compétitions | Autres compétitions | Total | Total |
| Saison                | Club                  | Division              | M.          | B.          | M.                    | B.                    | Comp.                          | M.                             | B.                             | Comp.               | M.                  | B.                  | M.    | B.    |
| 2012                  | FK Bodø/Glimt         | 2                     | 27          | 3           | 4                     | 0                     | -                              | -                              | -                              | Playoffs            | 2                   | 0                   | 33    | 3     |
| 2013                  | FK Bodø/Glimt         | 2                     | 27          | 12          | 4                     | 3                     | -                              | -                              | -                              | -                   | -                   | -                   | 31    | 15    |
| 2014                  | FK Bodø/Glimt         | 1                     | 30          | 9           | 2                     | 0                     | -                              | -                              | -                              | -                   | -                   | -                   | 32    | 9     |
| 2015                  | FK Bodø/Glimt         | 1                     | 16          | 4           | 2                     | 0                     | -                              | -                              | -                              | -                   | -                   | -                   | 18    | 4     |
| 2015-2016             | Osmanlıspor           | 1                     | 33          | 11          | -                     | -                     | -                              | -                              | -                              | -                   | -                   | -                   | 33    | 11    |
| 2016-2017             | Osmanlıspor           | 1                     | 15          | 5           | 2                     | 0                     | C3                             | 12                             | 1                              | -                   | -                   | -                   | 29    | 6     |
| Total sur la carrière | Total sur la carrière | Total sur la carrière | 148         | 44          | 14                    | 3                     | -                              | 12                             | 1                              | -                   | 2                   | 0                   | 176   | 48    |